# Такэда, Цунэхару
Цунэхару Такэда (яп. 竹田 恒治 Такэда Цунэхару, род. 3 августа 1944, Синьцзин, Маньчжоу-го) — японский предприниматель и дипломат, представитель одной из младших ветвей японской императорской фамилии.

## Биография
Родился в Синьцзине, столице марионеточного государства Маньчжоу-го. Второй сын принца Цунэёси Такэды (1909—1992), второго главы дома Такэда-но-мия, и Мицуко Сандзё (1915—2013). На момент рождения он получил титул имперского принца, но в возрасте трёх лет в 1947 году, когда все члены боковых линий императорского дома были лишены своих имперских титулов и статусов, он стал простым гражданином Японии.
Выпускник Университета Кэйо, Такэда преуспел в спорте, в том числе в регби и хоккее на льду.
Вскоре после окончания школы женился на дочери Сигеру Окада, председателе универмага Mitsukoshi. У супругов двое детей.
Цунэхару Такэда был предпринимателем в торговой компании «Itochu» с 1967 по 2005 год, занимал пост президента пищевой промышленной компании «Chuo Setsubi Engineering» в 2005—2007 годах.
С 7 августа 2007 по 29 ноября 2010 года Цунэхару Такэда являлся послом и полномочным представителем Японии в Болгарии. В сентябре 2010 года президент Болгарии Георгий Пырванов наградил Цунэхару Такэду орденом «Стара-планина» 1-й степени.